# کارل اکسل آرنیوس

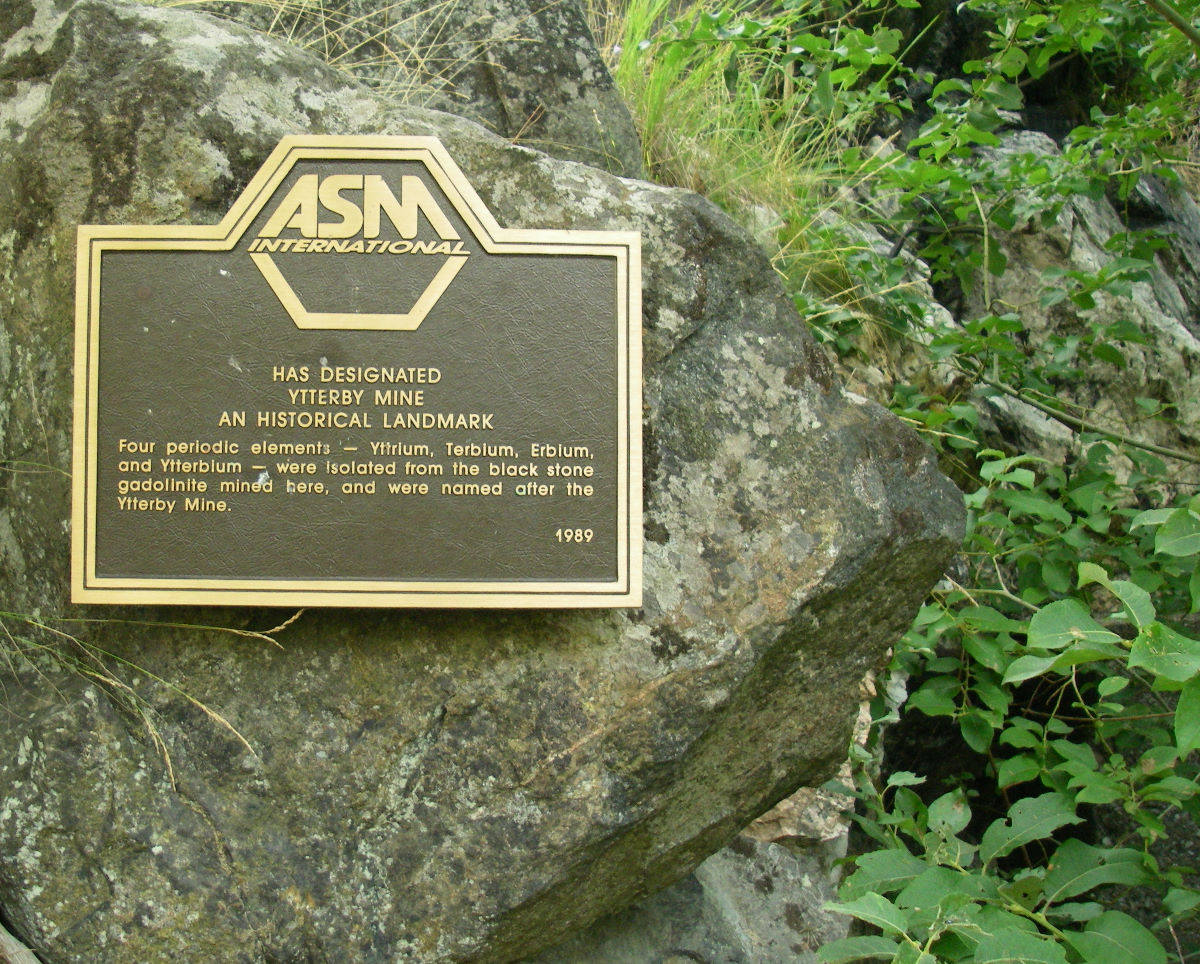
پلاک انجمن فلزات آمریکا در ورودی معدن یتربی - ۲۰۰۹

کارل اکسل آرنیوس (۲۹ مارس ۱۷۵۷ – ۲۰ نوامبر سال ۱۸۲۴) (با سوانت آرنیوس اشتباه نشود) یک شیمیدان سوئدی بود. او خصوصاً به عنوان کاشف ماده ای معدنی شناخته شده‌است که حاوی مجموعه ای از عناصر شیمیایی جدید، عنصرهای خاکی کمیاب بود که همه آنها از نظر شیمیایی بسیار شبیه به یکدیگر هستند. جداسازی این عناصر بدون داشتن ناخالصی از یکدیگر بسیار دشوار هست.
آرنیوس در استکهلم متولد شد و پس از ملاقات با پتر یاکوب یلم در آزمایشگاه ضرابخانه سلطنتی سوئد به شیمی و کانی‌شناسی علاقه‌مند شد. آرنیوس افسر یکی از هنگهای توپخانه در وکسهلم بود و در جنگ ۱۷۸۸ علیه فنلاند شرکت داشت. او در این هنگ به ژنرالی و سرهنگ دومی ترفیع یافت و به فرماندهی تولید باروت در سوئد در ۱۸۱۶ منصوب شد. مطالعات آرنیوس در زمینه شیمی در ضرابخانه سلطنتی آغاز شد. او در آنجا به عنوان یک افسر توپخانه خصوصیات باروت را مطالعه می‌کرد. در سفر ۱۷۸۷–۸۸ به پاریس، او آنتوان لاووازیه، پدر شیمی مدرن را ملاقات کرد و پس از بازگشت به یکی از مدافعان سرسخت ایده‌های جدید شیمی به پیشگامی لاوازیه تبدیل شد.
آرنیوس در زمان اقامتش در وکسهلم، از یک معدن فلدسپات در روستای یتربی در نزدیکی وکسهلم بازدید کرد. در آنجا او یک ماده معدنی تیره رنگ پیدا کرد که آنرا یتربایت نامید و برای تجزیه به شیمیدانی به نام یوهان گادولین در دانشگاه Åbo (در شهر تورکو) فرستاد. این کار منجر به کشف چهار عنصر مختلف شیمیایی: ایتریم، تربیم، اربیم و ایتربیم و در نهایت بقیه فلزات خاکی کمیاب از جمله اسکاندیم، لانتانیم، سریم، نئودیمیوم و تالیم از سوی شیمیدانهای مختلف شد. نامهای ایتریم، تربیم، اربیم و ایتربیم همه از نام یتربی اتخاذ شده‌است (ر.ک. فلزات خاکی کمیاب). آرنیوس در سال ۱۷۹۹ عضو آکادمی سلطنتی علوم نظامی سوئد و در سال ۱۸۱۷ عضو آکادمی سلطنتی علوم سوئد شد.